# Ta Pee

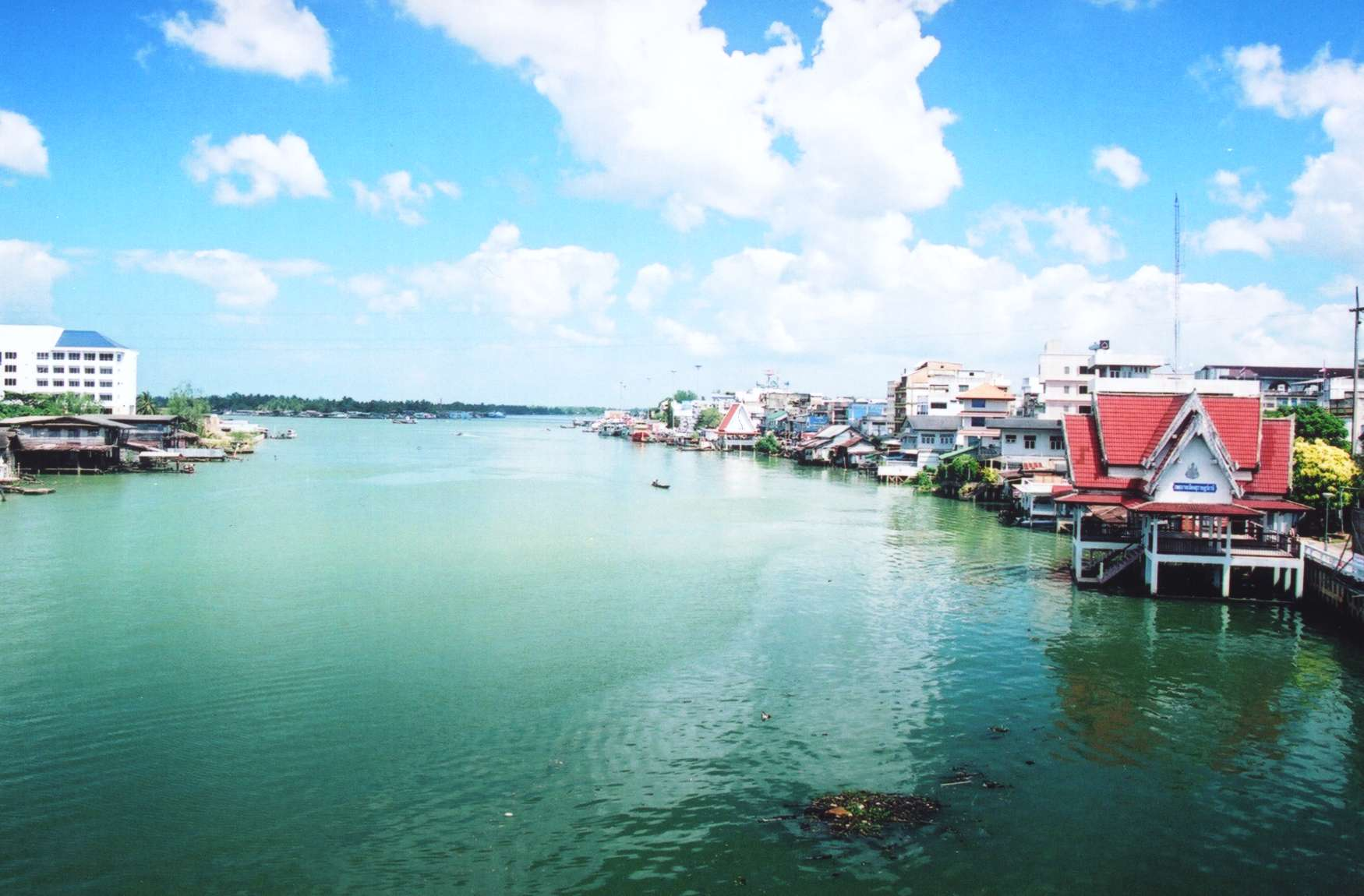
Ta Pee in Surat Thani

De Ta Pee (Thais alfabet: แม่น้ำตาปี) is een rivier in het zuiden van Thailand. De rivier mondt uit in de Golf van Thailand. De Ta Pee is 165 kilometer lang.
- Virtual International Authority File: 315124876